# Trotteur français
Vous lisez un « bon article » labellisé en 2011.
Le trotteur français (TF) est une race de chevaux sélectionnée en Normandie pour les courses de vitesse au trot. Ses origines remontent au début du XIXe siècle et sont fortement liées à l'élevage des chevaux Anglo-normands. Issu dans un premier temps du trotteur Norfolk croisé au Pur-sang et au Trotteur d'Orlov, le Trotteur français ne prend son nom actuel qu'à partir de 1922. Plus récemment, il reçoit l'influence positive du Standardbred américain, avec lequel il a été croisé à partir des années 1940.
Sans standard fixe, le Trotteur français est un cheval qui, néanmoins, se caractérise par un modèle compact, avec une arrière-main très développée, un sternum proéminent et une tête au profil rectiligne, voire légèrement busquée. L'élevage de la race est concentré en Basse-Normandie. Il est plutôt représenté par de petits éleveurs ne possédant qu'une ou deux juments. Bien qu'élevé et sélectionné pour les courses au trot, le Trotteur français peut également devenir un excellent cheval de loisir et de compétition s'il est amené à être réformé.
Dans le monde des courses, des trotteurs comme Gélinotte, Jamin, Roquépine, Une de Mai, Bellino II, Idéal du Gazeau, Ourasi, Jag de Bellouet, Ready Cash ou encore Bold Eagle, sont entrés dans la légende et devenus des ambassadeurs de la race française à travers le monde.

## Sources
L'ouvrage du journaliste, écrivain et historien Jean-Pierre Reynaldo (1949-2014), Le Trotteur français, résultat de plusieurs années de travail, est présenté comme la « bible » dans sa spécialité et « le livre de référence du trot français ».

## Histoire

### Premières courses au trot
D'après Jean-Pierre Reynaldo, un officier de cavalerie du nom d'Esprit-Paul de Lafont-Pouloti publie en 1791 un Mémoire sur les courses de chevaux et de chars en France envisagées sous un point d'utilité publique, qui préconise la création de courses attelées en France. Durant la Révolution française, le Champ de Mars accueille des courses de char, jusqu'à ce que Napoléon Ier y mette fin.
Il faut attendre des initiatives privées pour que les courses au trot se re-développent en France, à l'occasion de paris particuliers, dans un premier temps à Paris au début du XIXe siècle. Les premières courses de trot officielles de France ont lieu en 1836, sur la grève de Cherbourg, à l’instigation d’Éphrem Houël, un officier des Haras nationaux,, qui estime que ces courses sont le meilleur moyen de sélectionner les meilleurs étalons de selle. En 1837, les premières courses de trot sont courues à l'hippodrome de Caen, suivant un règlement qui n'autorise que les chevaux nés en Normandie à concourir. Le succès populaire des courses à Caen entraîne la construction d'autres hippodromes, en Normandie et en Bretagne. Les courses au trot chutent drastiquement en nombre dans les années 1850, puis sont réorganisées à partir des années 1860.
La société d'encouragement pour l'amélioration du cheval français de Demi-Sang est créée en 1864 à Caen dans l'objectif de pérenniser et de soutenir l'élevage du demi-sang, et chapeaute toutes les sociétés de course au trot de France. Les courses au trot, codifiées en 1866, restent néanmoins peu répandues. Ephrem Houël favorise leur implantation dans toute la Normandie.

### Formation de la race trotteuse

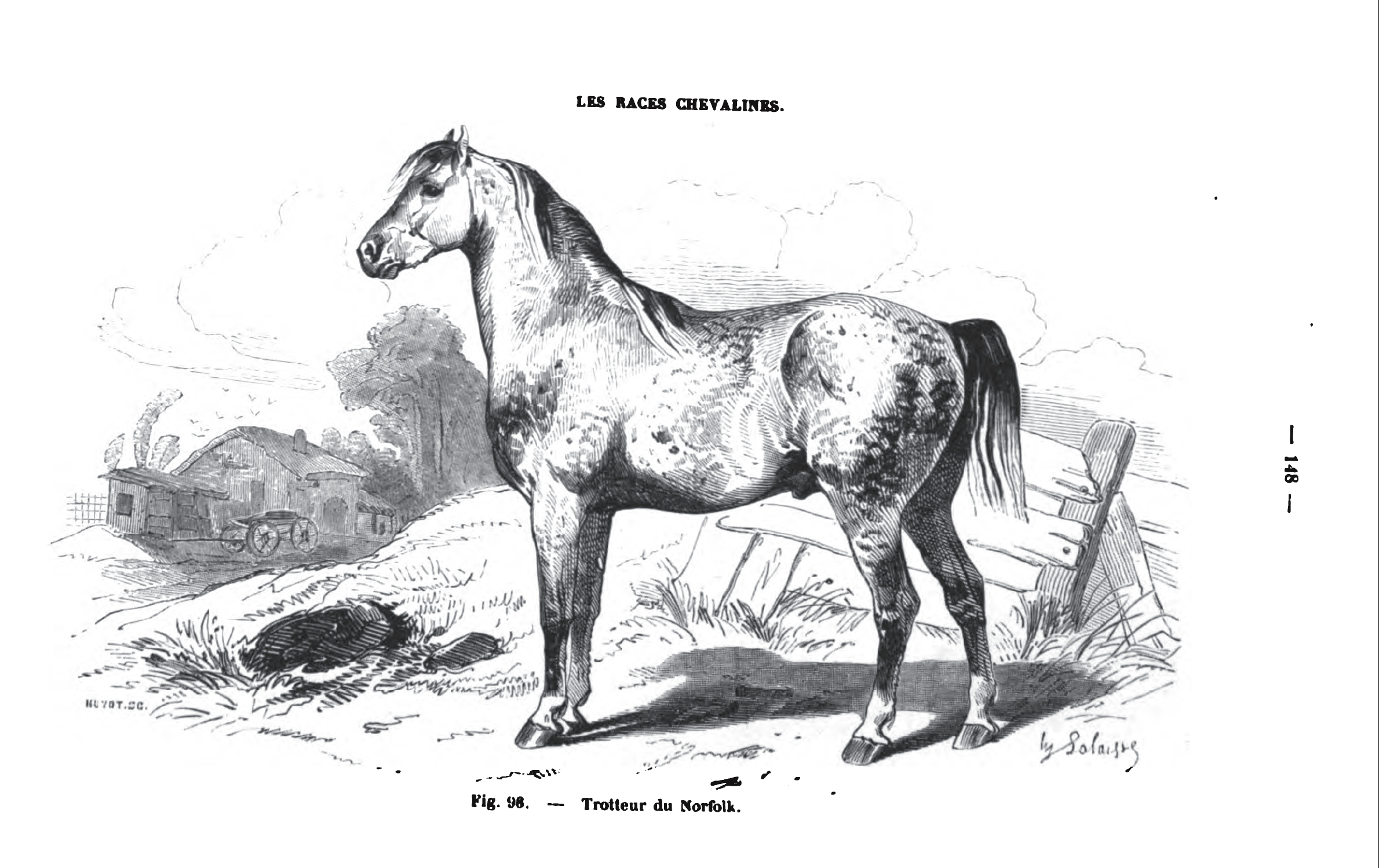
Gravure d'un Trotteur Norfolk en 1861, race dont descend le trotteur français.

Ephrem Houël est partisan du croisement du cheptel français avec le cheval oriental.
Les origines du Trotteur français sont ainsi liées à l'élevage du cheval Anglo-normand en Normandie, dont l'un des types, dit carrossier, est spécifiquement destiné à l'attelage. Les premiers croisements ont lieu dans les années 1830. Des juments indigènes sont croisées avec des étalons Pur-sang et Arabe. Les premiers résultats se révèlent décevants. Dans les années 1850, les éleveurs normands commencent à utiliser le Trotteur Norfolk en croisement, race de trotteurs désormais disparue, ainsi que le Pur-sang anglais et le Trotteur d'Orlov, importé de Russie.
En 1864 est fondée la Société du cheval français de demi-sang, qui deviendra plus tard la société d'encouragement à l'élevage du cheval français. C'est sur cette période que naissent les principaux chefs de race : Conquérant (1858), Lavater (1867), Normand (1869), Niger (1869) et Phaéton (1871). La quasi-totalité des trotteurs français descend de ces cinq étalons. Dans un premier temps, les courses sont disputées au trot monté et sur de longues distances. Mais progressivement, après la Première Guerre mondiale, le trot attelé devient la discipline reine et les chevaux gagnent en vélocité. Cela a pour effet d'orienter l'élevage vers deux types de trotteurs : le premier, grand et charpenté, adapté au trot monté, et le second, plus léger, pour le trot attelé.
Les premières courses de trot à Paris ont lieu en 1873 dans le bois de Boulogne, mais il faut attendre 1879 pour que soit inauguré à Vincennes le premier champ de courses plus spécifiquement destiné aux trotteurs en région parisienne, proposant cependant des programmes mixtes afin de pallier le manque d'intérêt du public pour le trotting. C'est sur cet hippodrome que se dispute le 1er février 1920 le premier Prix d'Amérique, en hommage aux morts américains de la Grande Guerre. S’y illustrent notamment Pro Patria, premier vainqueur de cette compétition, ainsi que d'autres trotteurs restés dans la légende comme Uranie et Amazone B.
Le ministère de l'Agriculture crée le premier registre généalogique du Trotteur français en 1906. La race n'est reconnue officiellement sous le nom de « Trotteur français » qu'en 1922. Le registre est alors ouvert et tous les chevaux Anglo-normands capables de trotter un kilomètre en 1 minute 42 secondes ou moins y sont inscrits. Ce registre est fermé en 1937, empêchant ainsi tout apport d'origines étrangères à la France.

### Croisements américains

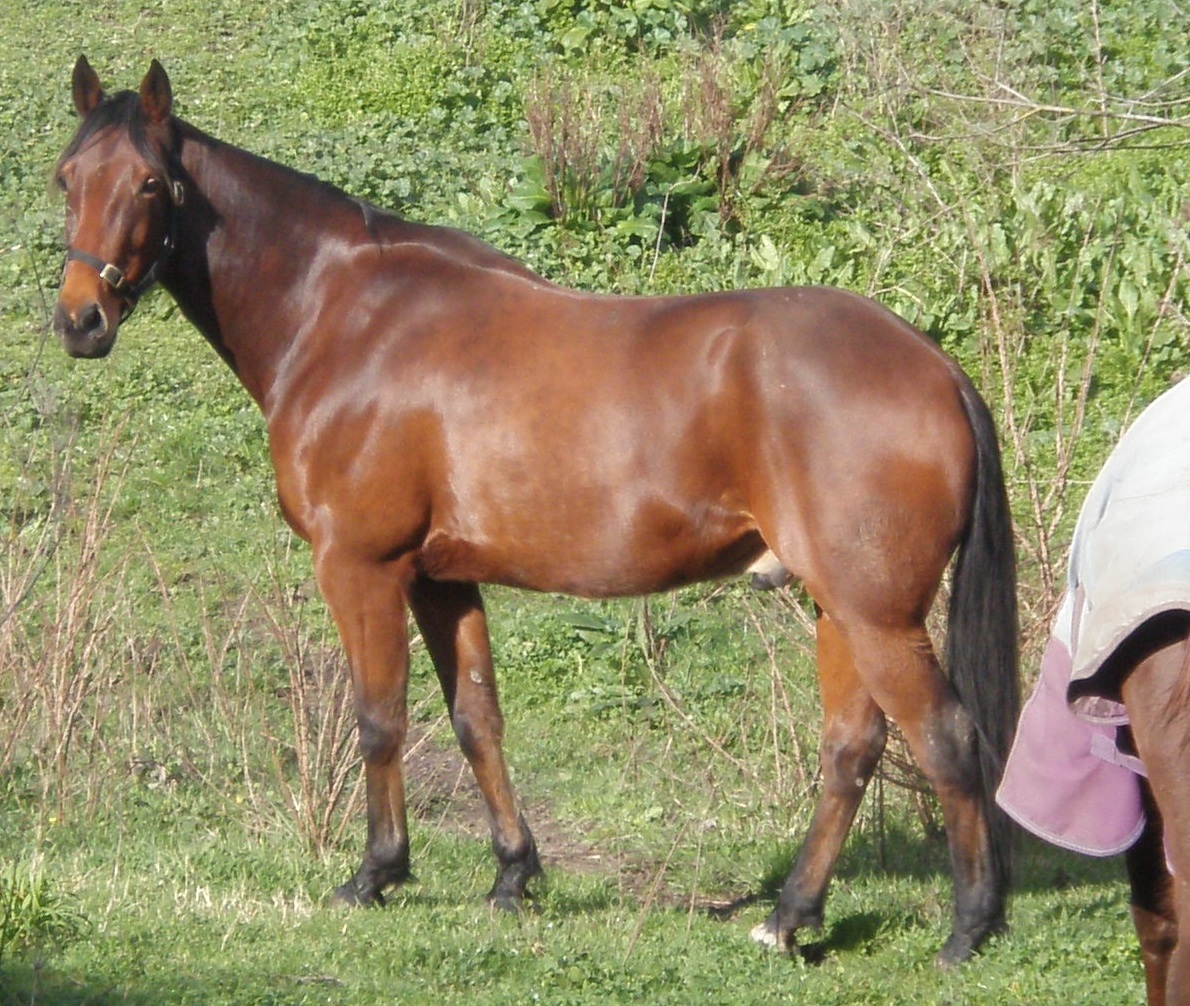
Le Trotteur français est désormais fortement imprégné par le Standardbred américain.

Les premiers croisements américain sont intégrés à la race du Trotteur français durant la période d'entre-deux-guerres. Des étalons Standardbred comme Net Worth, The Great Mac Kinney, Sam Williams et Calumet Delco, ce dernier se reproduisant clandestinement dans les années 1940, ont marqué les lignées françaises.
Dans les années 1970 à 1990, survient un second apport de sang américain. Henri Levesque présente sa championne, Roquépine, trois fois victorieuse du Prix d'Amérique, au chef de race américain Star’s Pride puis l’année suivante, à l’un de ses fils Ayres. Il en naît Florestan et Granit qui, n’étant pas inscrits au registre du TF, ne peuvent courir qu’à l’étranger ou dans les « internationaux », épreuves ouvertes aux « chevaux de toutes races et de tous pays ». À la fin de leur carrière de courses, ces deux étalons sont achetés par les Haras nationaux et autorisés à la reproduction en Trotteur français. Il en va de même pour un cheval de l'écurie Olry-Roederer (celle de Jamin), Kimberland, par Nevele Pride (autre fils de Star’s Pride), et Astrasia. Puis, dans les années 1980, quelques reproducteurs Standarbred sont utilisés selon des règles très précises émises par la SECF, gestionnaire du stud-book. Le stud-book a depuis lors été refermé mais cette seconde vague de croisements américains a marqué le Trotteur français. Il est ainsi devenu beaucoup plus précoce. Les résultats sont visibles, notamment chez des éleveurs comme Jean-Pierre Dubois dont les étalons, fortement imprégnés de sang américain, dominent tous les classements.
Au niveau génétique, ces croisements ne sont pas sans conséquences, puisque les trois quarts des trotteurs français nés en 2003 ont des origines américaines, soit une proportion de 12 % de gènes américains sur l'ensemble de la population Trotteur français. Depuis la re-fermeture du registre, le taux de gènes étrangers s'est stabilisé et s'est généralisé avec les croisements. L'influence du taux de gènes étrangers sur la performance est cependant favorable.

## Description

### Morphologie

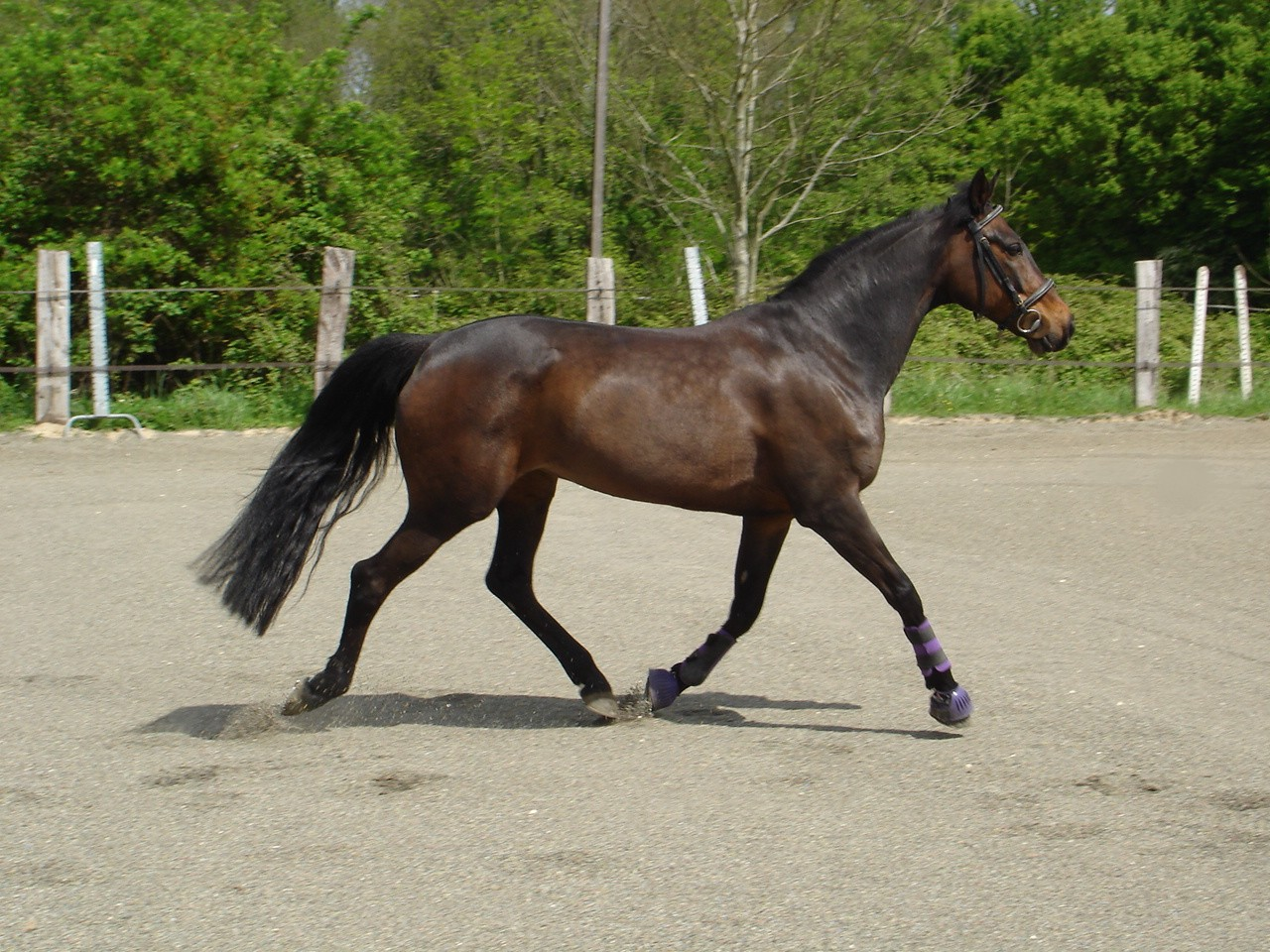
Jument trotteur français, au trot, en liberté.

Le Trotteur français ne possède pas de standard. On distingue néanmoins de grandes caractéristiques communes à la race. C'est un cheval compact mais longiligne, solide, robuste et relativement imposant, doté d'un dos court et d'une arrière-main puissante. Sa tête est bien attachée, de profil rectiligne, voire légèrement busquée. Le front est large, les oreilles longues et écartées, les naseaux ouverts et les yeux vifs,. Son sternum est proéminent. Son épaule était à l’origine assez droite, mais elle est désormais inclinée, ce qui permet un geste plus étendu, allant chercher loin le terrain. Son garrot est bien marqué, mais plat sur le dessus. Les reins sont bien développés. La croupe est large, légèrement oblique et les cuisses sont particulièrement puissantes. Ses membres sont également puissants et résistants, tout comme ses pieds, particulièrement durs. Sa peau est fine et élastique.

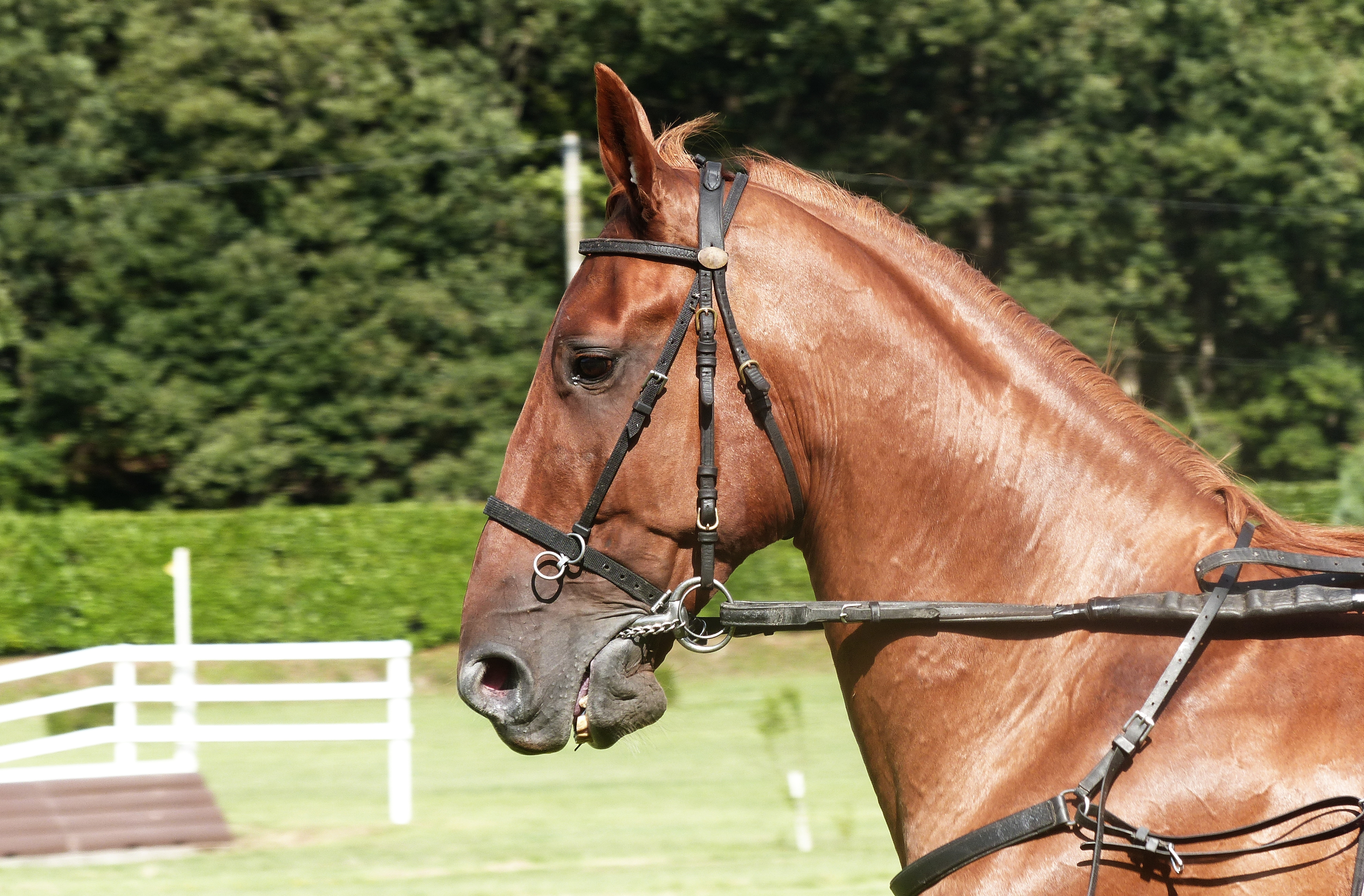
Tête d'un trotteur français alezan harnaché.

C'est un cheval qui mesure entre 1,60 m et 1,70 m,, mais on trouve également des modèles légers autour de 1,55 m et des modèles plus forts, autour de 1,75 m. Comparé aux autres races de trotteurs, il est plutôt grand. Cette particularité s'explique par l'attrait des Français pour les courses de trot monté. Dans ces courses, le cheval doit être capable de porter le poids du jockey, ce qui explique pourquoi le Trotteur français est plus grand, plus robuste et plus résistant que les autres trotteurs.

### Anatomie et santé
De par son utilisation première pour les courses, ses systèmes respiratoire et circulatoire doivent être excellents. À la suite d'une étude en 2004, aucun lien n'a pu être établi entre sa typologie musculaire et ses performances en course. Par contre, les performances sportives qui lui sont demandées entraînent un fort risque d'ostéochondrite, la sensibilité ou non à cette affection étant d'ordre génétique.
La race a fait l'objet d'une étude visant à déterminer la présence de la mutation du gène DMRT3 à l'origine des allures supplémentaire : cette étude a permis de confirmer la présence de cette mutation à fréquence de 78 % chez le trotteur français. 

### Robe
Toutes les robes sont admises, mais l'alezan, le bai et le bai brulé sont les robes les plus représentées,, avec une très forte représentation de l'alezan du fait des origines normandes de la race. Le gris n’existe pas, la race n'étant pas marquée par l'arabe et le Pur-sang, mais quelques individus présentent une robe rouan ou isabelle, aux reflets grisés. Une jument blanche issue de parents bais et alezans naît en 2000, et donne naissance à plusieurs trotteurs blancs.

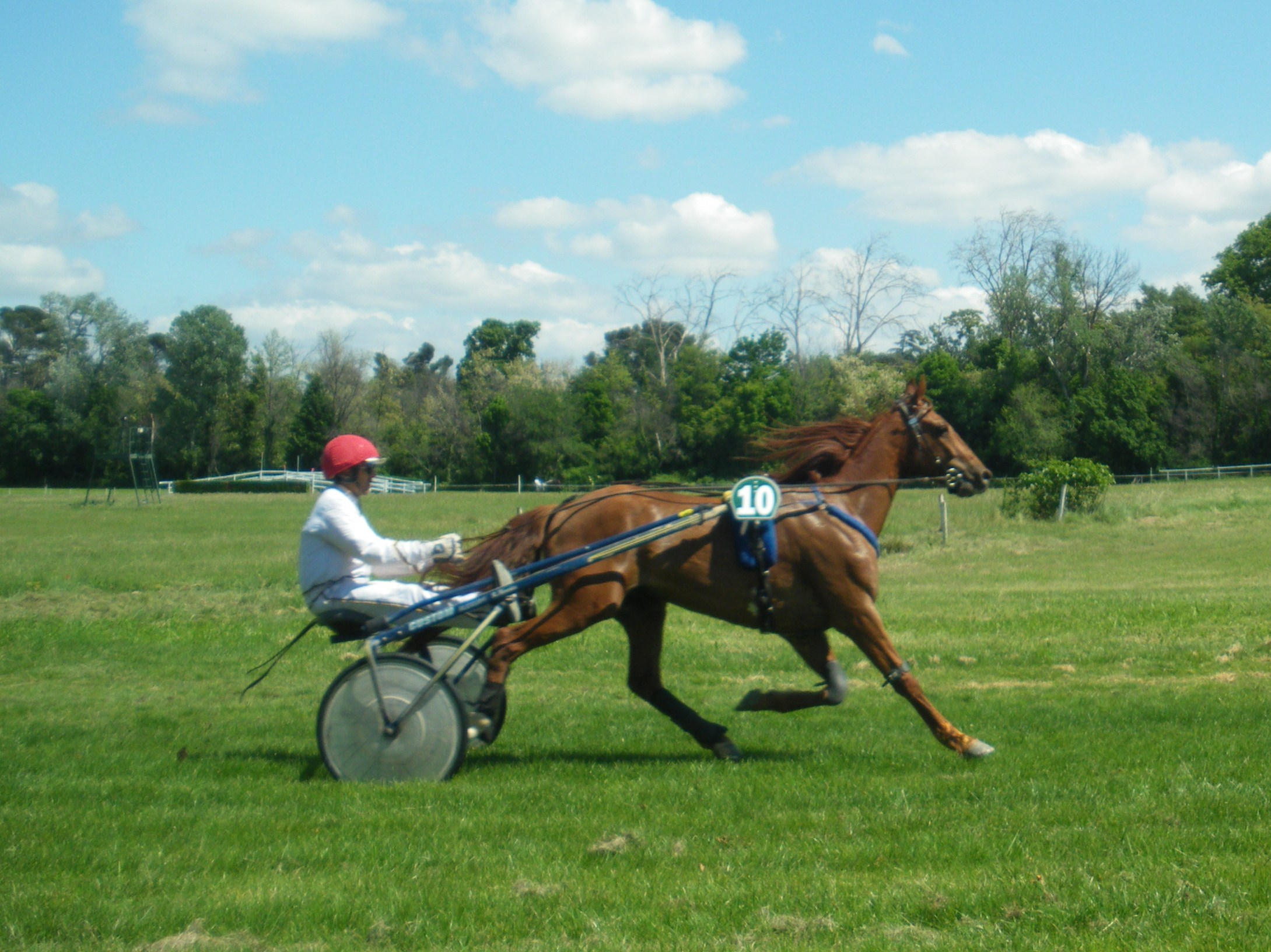
L'alezan est la robe la plus courante
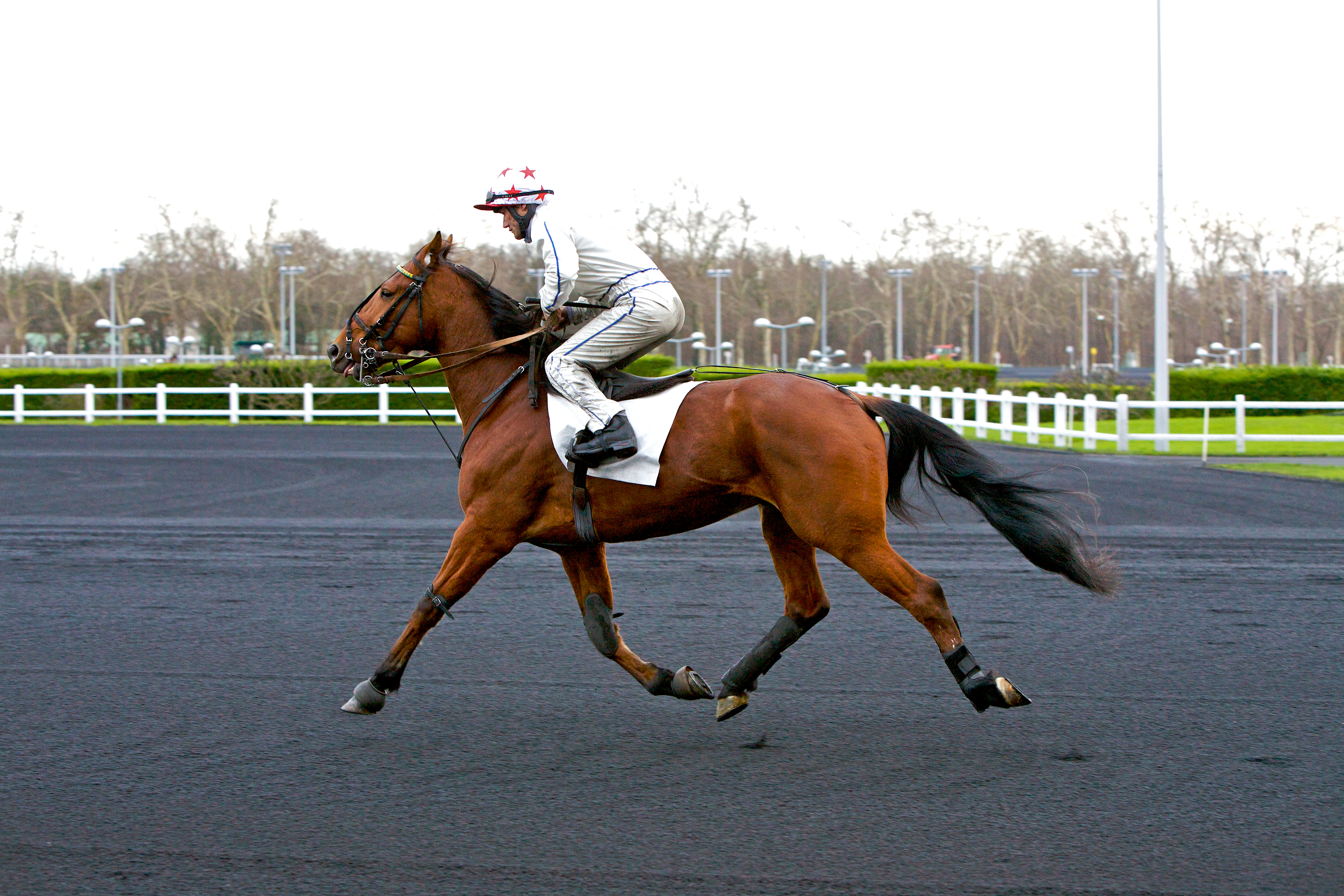
Le bai est très fréquent
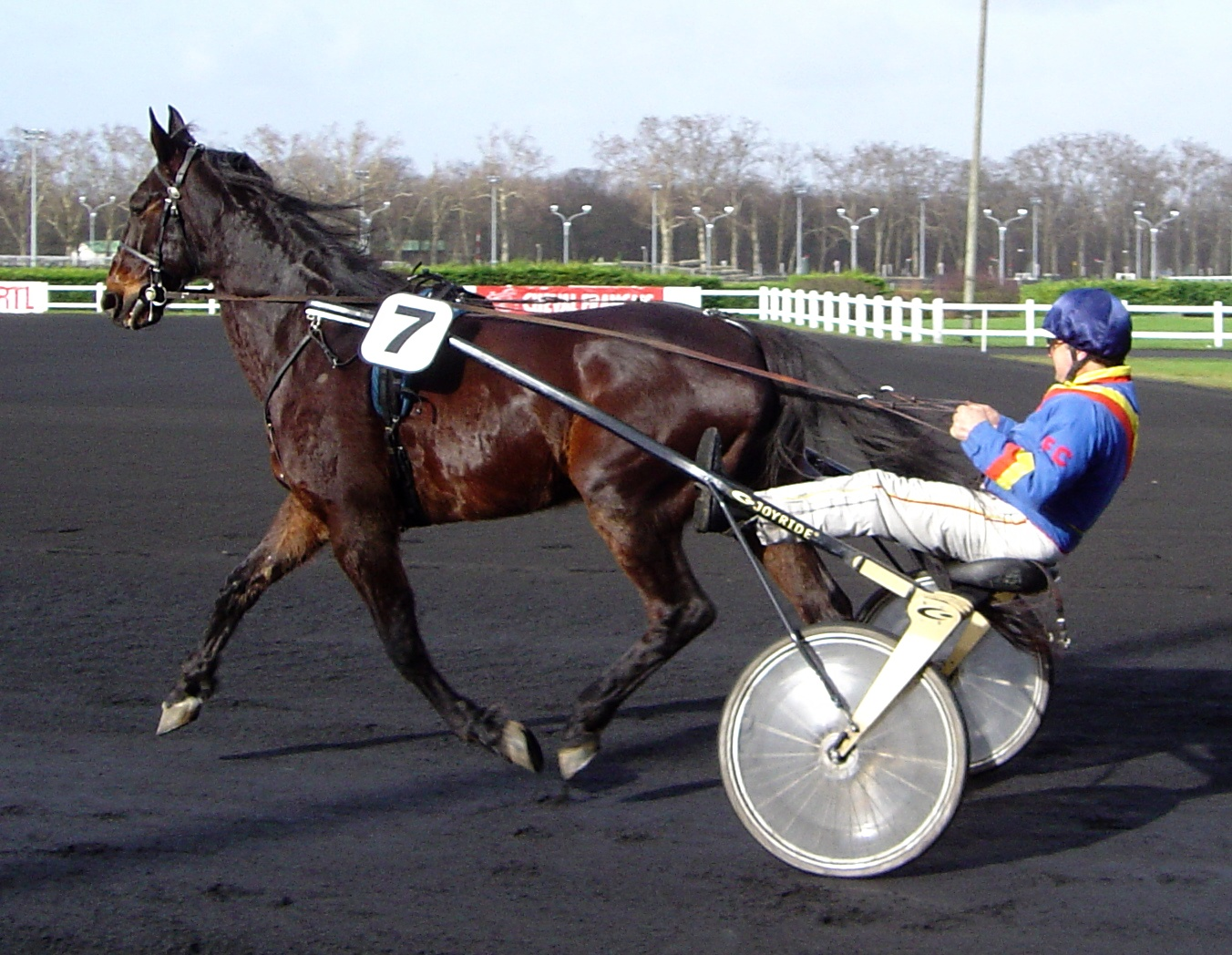
Le bai-brun est également assez fréquent

### Tempérament
Tout l'effort de sélection chez la race portant sur la course au trot, les éleveurs recherchent un cheval « qui doit trotter vite et bien, et le plus tôt possible ». Les chevaux délicats ou au caractère difficile et qui ne se révèlent pas dès les premières courses sont rapidement retirés de la compétition. Le Trotteur français est, de ce fait, réputé pour sa docilité et son tempérament volontaire. Il est équilibré, généreux et calme. Obéissant, il doit aussi faire preuve d'une grande combativité. En course, il doit posséder autant de qualités d’endurance que de vitesse.

## Diffusion de l'élevage
Le Trotteur français est considéré comme une race à diffusion locale, qui n'est pas menacée d'extinction. Par ailleurs, l'ouvrage Equine Science (4e édition de 2012) le classe parmi les races de chevaux de selle peu connues au niveau international.

### Effectifs
L'élevage de la race est très concentré en Basse-Normandie, qui constitue le berceau d'origine. On trouve également des élevages de Trotteur français dans tout le quart nord-ouest de la France, ainsi qu'en Pays de la Loire et dans le Sud-Ouest. La majorité des éleveurs ne possède qu'une ou deux juments. Ce sont même généralement eux qui élèvent, dressent, entraînent et font courir leurs chevaux.
Après une très forte croissance entre les années 1970 et les années 1990, des mesures de limitations des naissances ont été prises. La SECF a en effet pour objectif de ramener le nombre de juments saillies à 15 000, ce qui permettrait d'atteindre environ 8 000 à 9 000 naissances par an, soit 3 800 chevaux qualifiés par génération. Pour l'atteindre, la SECF propose des indemnités pour la sortie des juments les plus médiocres du circuit de la reproduction et compte sur les qualifications pour trier les futurs reproducteurs.
| Année                          | 1976 | 1980 | 1990  | 1995  | 2000  | 2005  | 2006  | 2007  | 2008  | 2009  | 2010  | 2011  | 2012  |
| ------------------------------ | ---- | ---- | ----- | ----- | ----- | ----- | ----- | ----- | ----- | ----- | ----- | ----- | ----- |
| Nombre de poulinages en France | 6598 | 7671 | 11060 | 11684 | 11451 | 10823 | 10903 | 10939 | 11094 | 11306 | 11005 | 11522 | 11315 |

### Marché du trotteur français

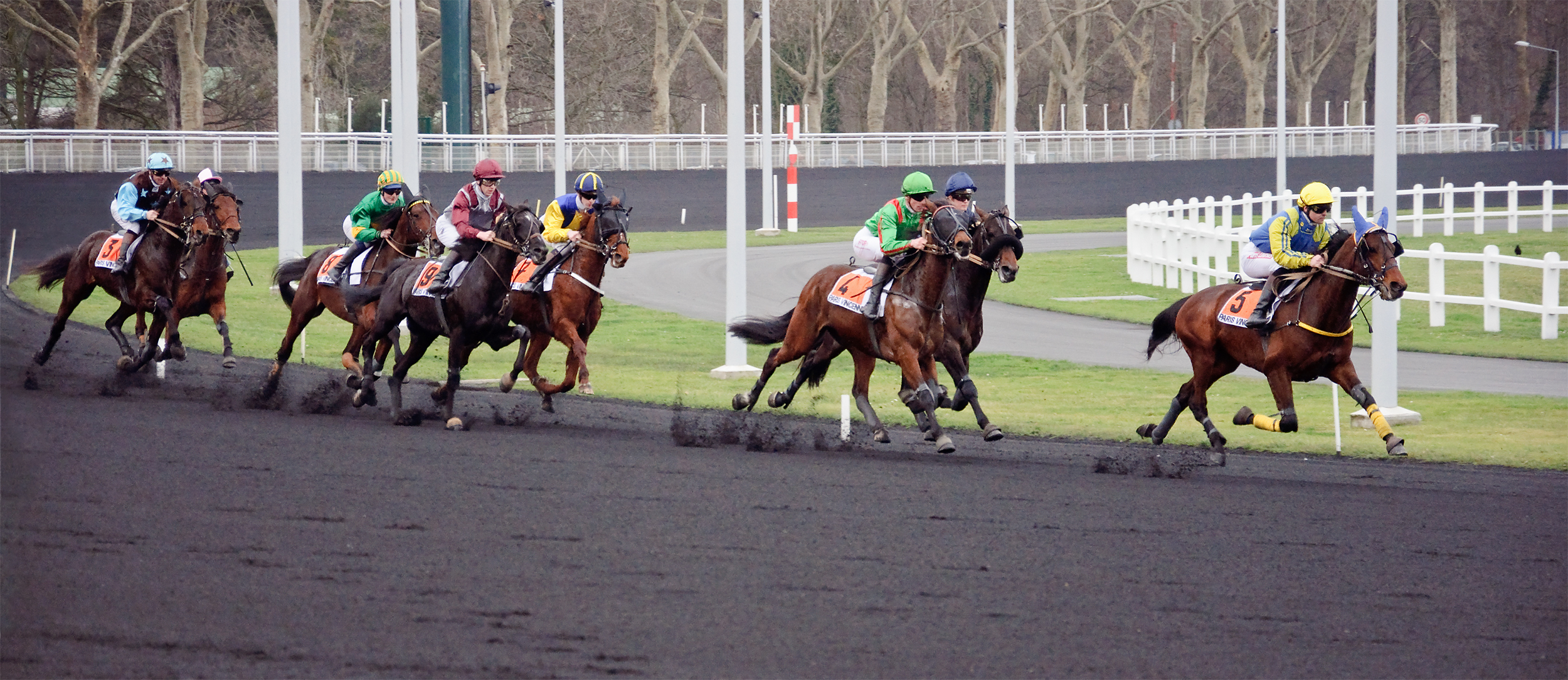
Course de trot monté à l'hippodrome de Vincennes.

Le prix d'un trotteur varie énormément en fonction de son âge, de ses origines, de sa conformation et de ses prestations sportives,. L'éventail de prix est ainsi très vaste puisqu'il varie de 1 500 euros pour un yearling aux origines modestes à plusieurs centaines de milliers d'euros pour les chevaux ayant fait leurs preuves. Le prix d'un Trotteur français est également conditionné par le coût des saillies, celles-ci variant de 1 000 euros à 35 000 euros, par exemple pour l'étalon français Love You en 2009. Les ventes aux enchères représentent un circuit assez développé dans le monde des courses. Elles concernent ainsi 10 % d'une génération pour les trotteurs français. Ces dernières années, lors de ces ventes, on a constaté un prix de vente moyen de 11 000 euros pour un yearling et de 17 000 euros pour un cheval à l'entraînement, c'est-à-dire ayant déjà passé la sélection des qualifications. Ces prix moyens sont à nuancer en fonction de la renommée des ventes aux enchères en question, les plus célèbres pouvant voir ces prix multipliés par cinq.

## Utilisations
Les chevaux issus de cette race sont à la base élevés pour les courses de trot, mais ils peuvent également être utilisés dans d'autres sports équestres tel le saut d'obstacles.

### Courses hippiques

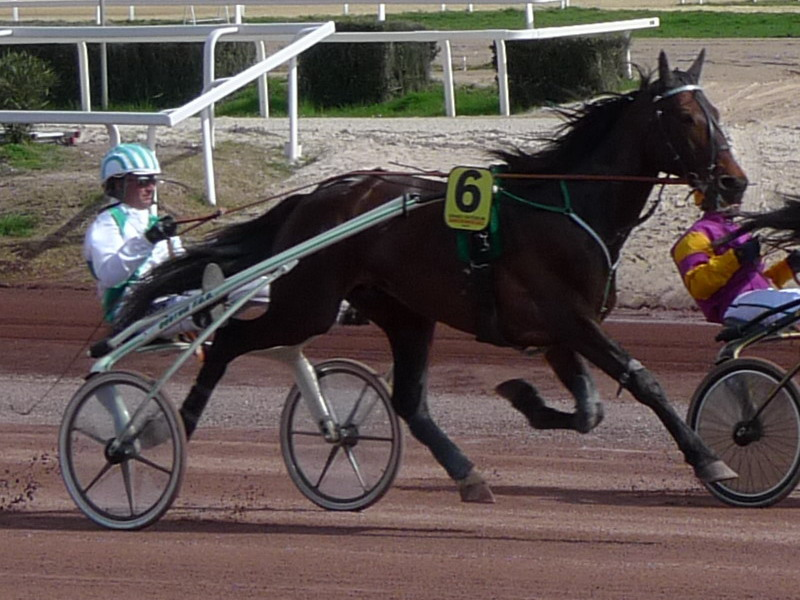
Meaulnes du Corta, trotteur français, sur l'hippodrome de la Côte d'Azur à Cagnes-sur-Mer.

Le trotteur français est, par son histoire et son élevage, destiné aux courses de trot. Tout au long de sa carrière, il subit un débourrage, un apprentissage et un entraînement spécifique, qui lui permettront d'obtenir la qualification, sésame nécessaire à l'entrée dans le monde des courses.

#### Débourrage et apprentissage
Son entrée dans le monde des courses est précoce puisque le débourrage d'un trotteur s'effectue vers dix-huit mois, alors que les chevaux de sport sont généralement débourrés vers trois ans. Après le débourrage, le Trotteur français entame un dressage spécifique durant lequel il apprend le travail aux longues rênes, puis l'acceptation du harnais auquel on fixe de longs brancards traînant au sol, simulant le sulky. L'apprentissage se poursuit par l'utilisation d'une dresseuse, qui est une voiture lourde et massive, puis par celle d'une road-car, qui est une voiture plus légère. Sur ces premières voitures, le driver est aidé par d'autres personnes qui l'accompagnent et qui sont là pour intervenir en cas de problème. Le trotteur n'est attelé au sulky qu'à la toute fin de son dressage, le driver étant le seul maître à bord.

#### Entraînement

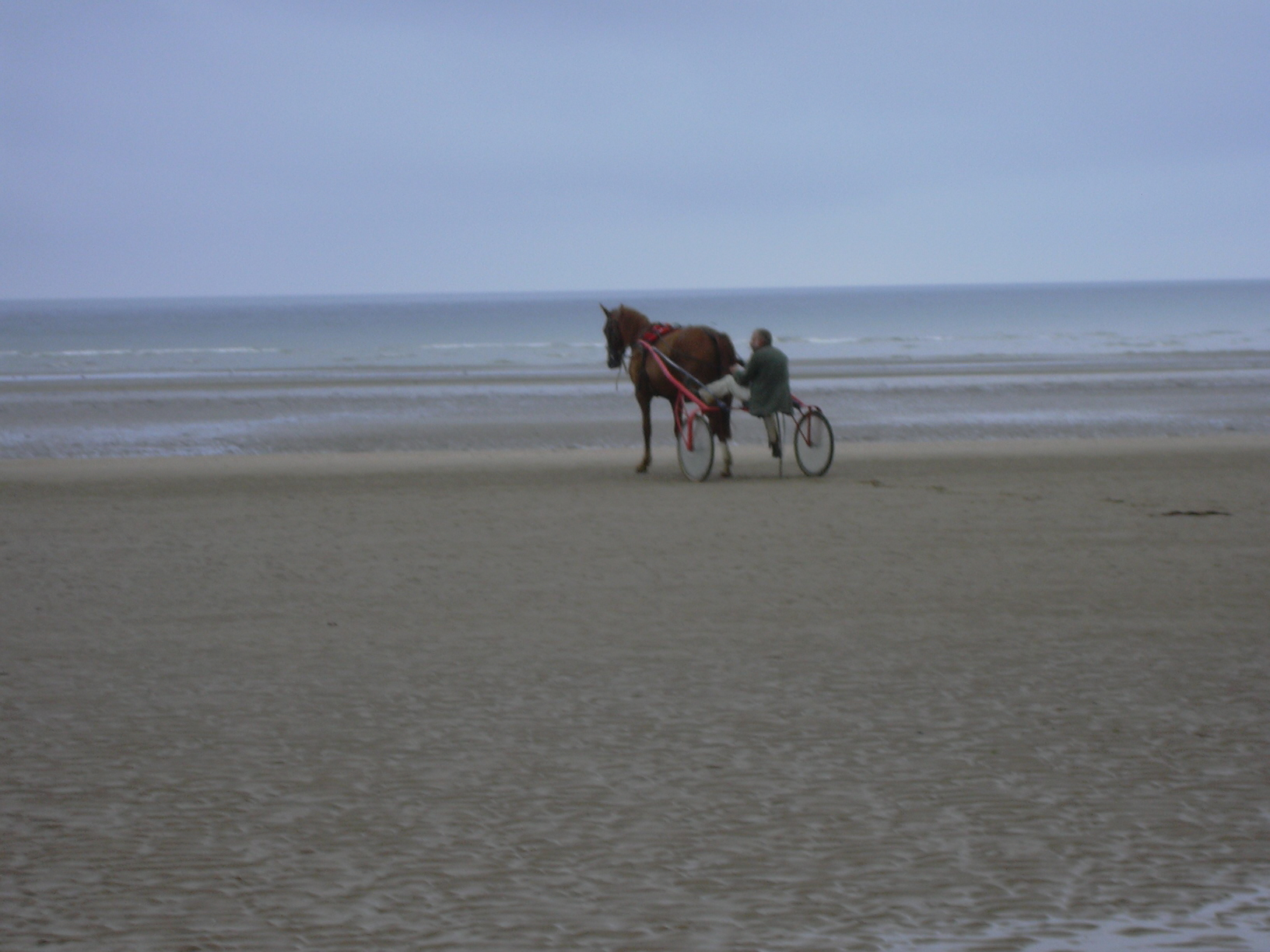
Entraînement d'un trotteur français sur la plage de Cabourg.

Une fois le dressage terminé, on entame une période d'entraînement, qui va permettre de développer la musculature et le souffle du cheval. Celui-ci se poursuivra tout le long de la carrière du cheval en courses. On distingue trois types d’exercices dans l’entraînement traditionnel : la promenade de 45 à 60 minutes, généralement utilisée lors des lendemains de courses dans un but de détente ; l’américaine qui est un entraînement sur une distance comprise entre 6 000 mètres et 12 000 mètres à une vitesse de 1 minute et 40 secondes à 2 minutes au kilomètre ; le travail énergétique qui peut être continu ou semi-fractionné, et qui demande une accélération progressive à l’animal. À ce type d’exercice spécifique s’ajoute aussi un travail de récupération qui consiste à rentrer à l’écurie au petit trot pendant 2 à 5 minutes. L’ensemble de l’entraînement s’effectue dans l’esprit des courses de trot, à savoir que seule l’allure du trot est autorisée.

#### Qualification
La carrière de courses d'un trotteur français ne peut commencer qu'à partir de 2 ans ; avant 1947, il ne pouvait faire ses débuts qu'à 3 ans. L'accès aux courses n'est possible que sur qualification. C'est l'entraîneur qui décide du moment opportun pour présenter son cheval. La qualification est un test d'aptitude chronométré. Les trotteurs peuvent se qualifier pour les courses à 2, 3, 4, 5 ans et plus. La qualification consiste à effectuer une course en condition réelle sur une distance de 2000 mètres et à établir un temps de référence moyen sur 1 000 mètres (appelé aussi réduction kilométrique) en fonction de l'âge,. Les qualifications des 2 ans ne sont organisées qu'à partir du mois de mai et leurs premières courses leur sont proposées début juillet.
| âge        | période                           | attelé             | monté              |
| ---------- | --------------------------------- | ------------------ | ------------------ |
| 2 ans      | mai à oct nov à dec               | 1'22" 1'21"5       | 1'23" 1'22"5       |
| 3 ans      | janv à mars avr à juin juil à dec | 1'21" 1'20"5 1'20" | 1'22" 1'21"5 1'21" |
| 4 ans      | janv à sept oct à dec             | 1'19" 1'18"5       | 1'20" 1'19"5       |
| 5 ans et + | janv à dec                        | 1'18"              | 1'19"              |

Ces qualifications sont régies par la Société d'encouragement à l'élevage du Trotteur français et se tiennent sur les hippodromes homologués situés sur l'ensemble du territoire français, notamment à Caen et à l'hippodrome du centre d'entraînement de Grosbois. Ces tests sont très sélectifs puisque 60 % des trotteurs d'une génération ne passent pas ces qualifications. En outre, les chevaux ayant interrompu leur carrière ou ayant eu des gains insuffisants (selon barème) pendant un an doivent subir une épreuve de requalification.

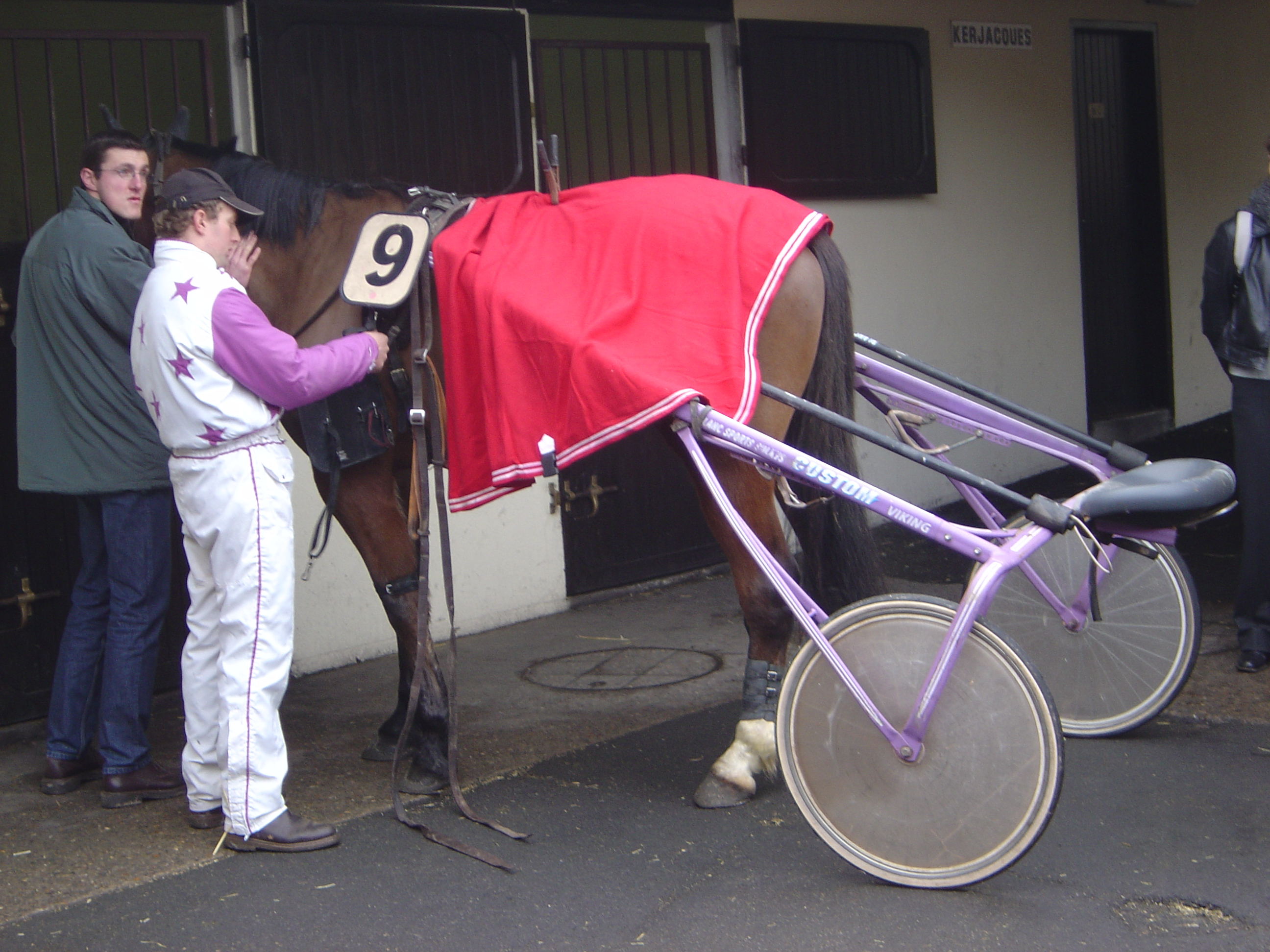
Attelage d'un trotteur à un sulky.

La carrière d'un trotteur en course est assez longue, puisqu'il peut courir, en France, jusqu'au mois d'octobre de ses 11 ans. Les meilleurs sujets sont ensuite utilisés en tant que reproducteurs dans la filière des courses. Les trotteurs ayant échoué aux tests obligatoires ou ayant terminé leur carrière en courses sont revendus pour devenir des chevaux de loisir ou de sport. Un bon nombre d'entre eux, trop difficiles à reconvertir, est revendu à la boucherie au prix de la viande. De nombreuses associations tentent de sortir ces réformés de la filière viande, les recueillent et les revendent pour généralement moins de 1 000 euros.

### Autres disciplines

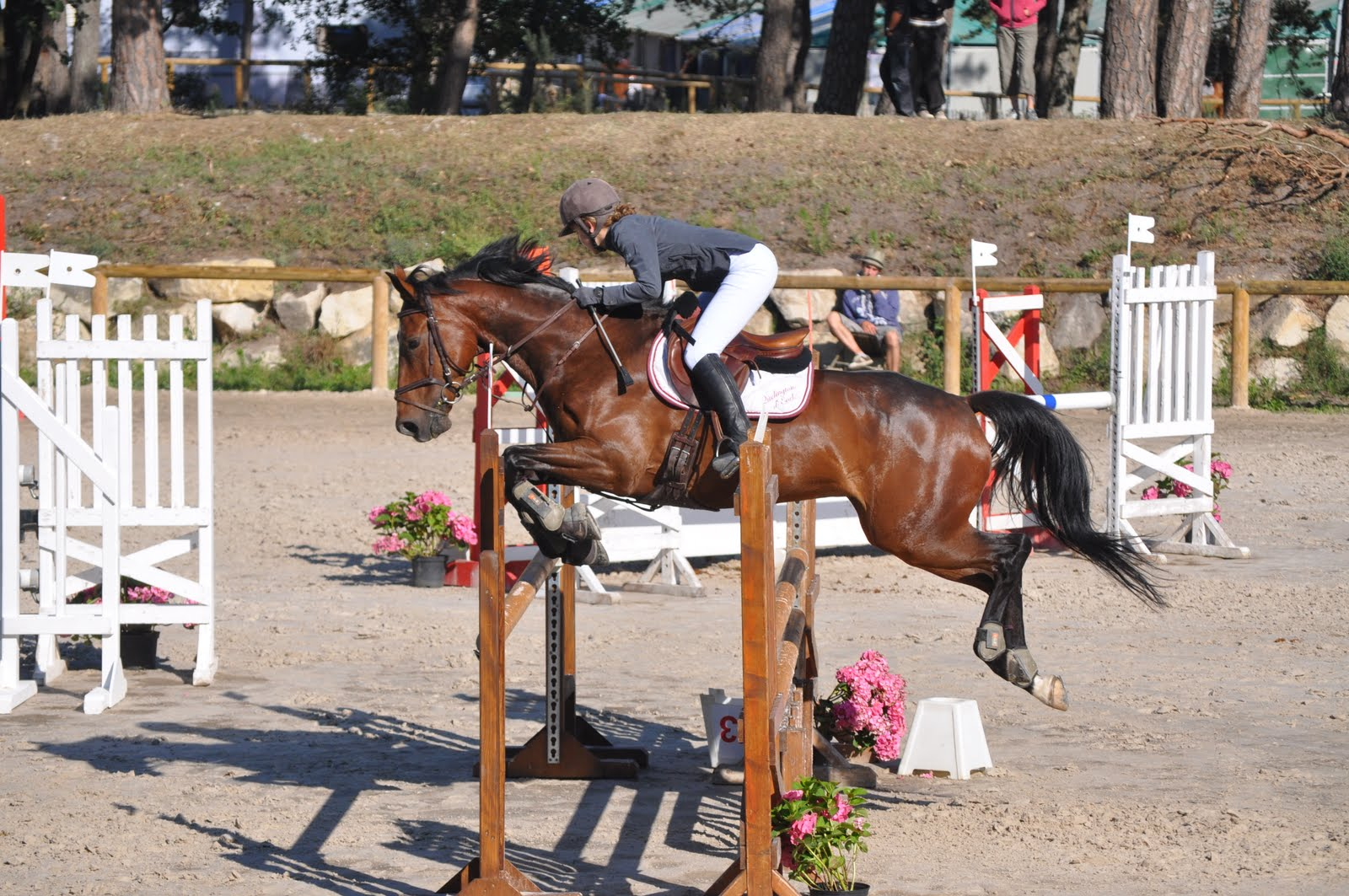
Hongre Trotteur français participant à un concours de saut d'obstacles.

Les trotteurs réformés, après une rééducation patiente, entre autres nécessaire pour améliorer la qualité de leur galop, font de très bons chevaux de loisir et de sport. Ils constituent une partie importante de la cavalerie des centres équestres, grâce à leur bon caractère, leur polyvalence et leur prix peu élevé. Pour le sport, ils sont réputés auprès des cavaliers amateurs, et ce, tout particulièrement en saut d'obstacles.

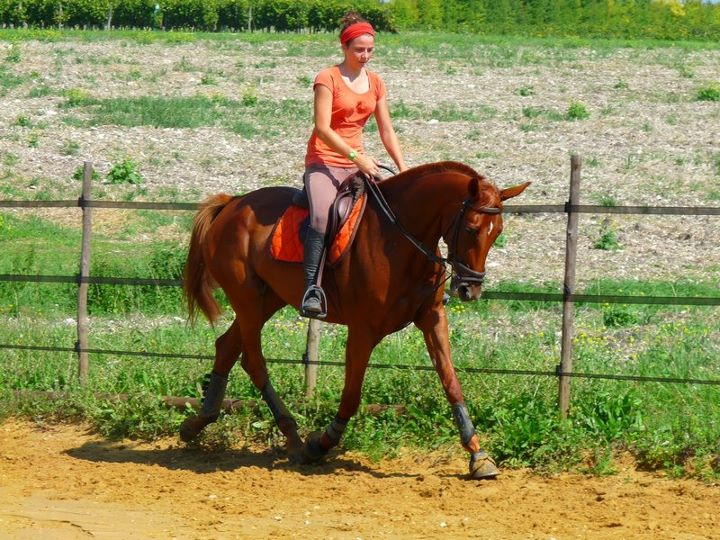
Jument Trotteur français travaillant sur le plat.

Utilisés en randonnées et dans le tourisme équestre, leur rusticité et leur endurance sont appréciées.
Les trotteurs forment une part importante des chevaux de chasse à courre, en particulier dans les années 1990, avec un attrait des veneurs débutants pour les grands modèles d'1,80 m, dotés d'un port de tête élégant et d'une tête peu lourde. Une taille d'1,60 m à 1,65 m est davantage recommandée. Les qualités de rusticité et le caractère calme sont recherchés.
Enfin, ils peuvent s'avérer être de très bons chevaux d'attelage. Leur calme et leur force sont particulièrement adaptés à cette discipline. Ainsi, la meneuse française Eve Cadi Verna a participé aux Championnats du monde en paire à Conty en août 2011 avec ses Trotteur français. Néanmoins, pour cette discipline, un dressage réellement approprié s'impose,. Un trotteur réformé sera beaucoup plus difficile à travailler en attelage qu'un cheval n'ayant jamais couru. La traction d'un attelage n'a en effet rien à voir avec celle d'un sulky.

### Croisements
Utilisé en croisement, le trotteur français apporte sa force et son caractère. Dans le règlement du studbook du Selle français, les juments trotteur français sont considérées comme facteur de SF ; c'est-à-dire qu'elles peuvent doner naissance à des poulains Selle français, si elles sont croisées avec un reproducteur de cette dernière race. Depuis le regroupement des studbook régionaux français, ce croisement a permis de maintenir une grande diversité génétique au sein du Selle français, ce qui fait son originalité. Certains des meilleurs chevaux de sport français, comme Galoubet A et Jappeloup, avaient un parent de race Trotteur français.

## Trotteurs français renommés

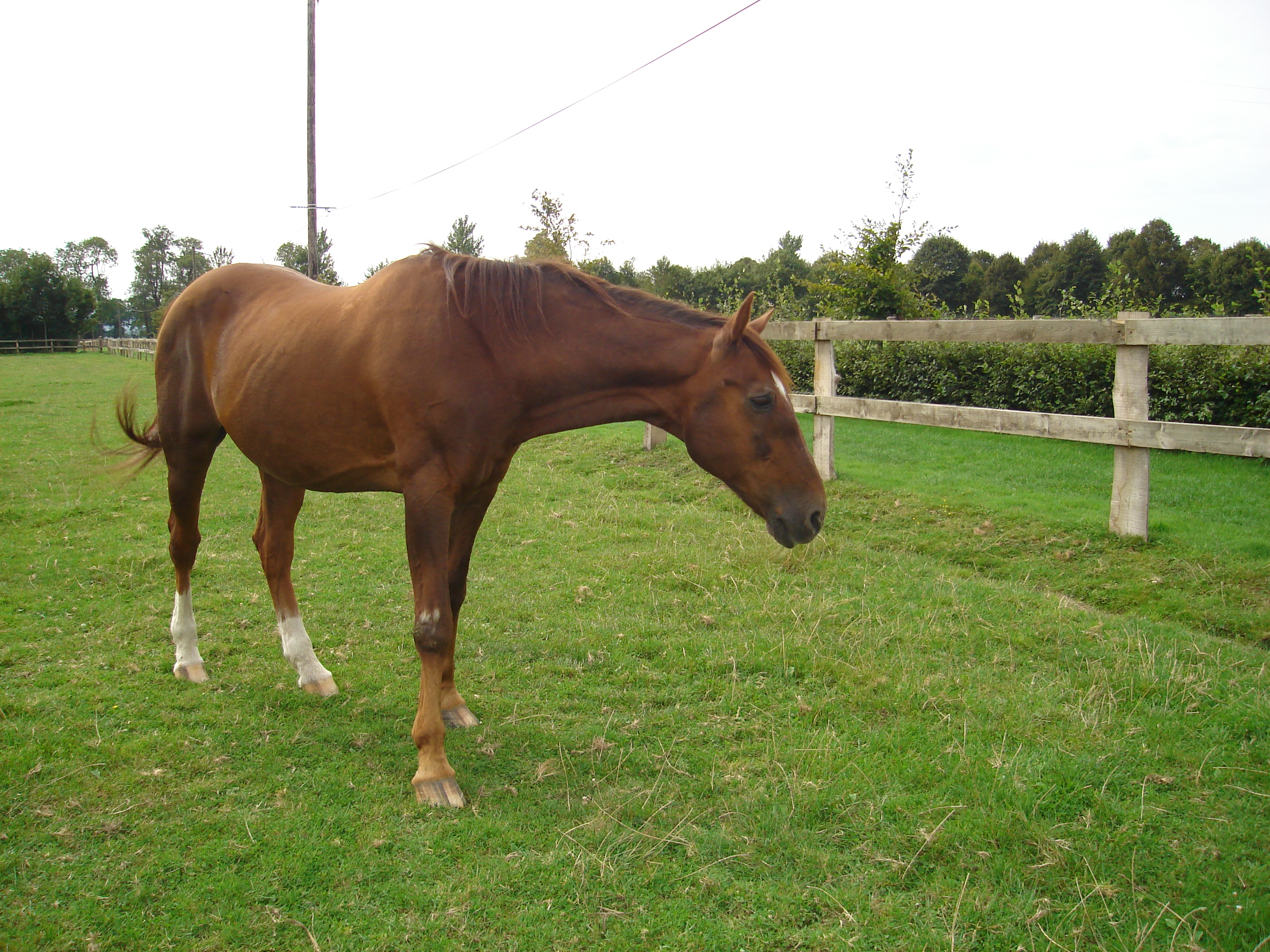
Ourasi, l'un des plus célèbres trotteurs français, pendant sa retraite en 2006.

Plusieurs Trotteurs français ont marqué l'histoire des courses en dominant leurs adversaires, et ont remporté les plus grandes courses françaises et internationales. Le plus connu du public français est Ourasi, seul trotteur de l’histoire à avoir remporté quatre Prix d’Amérique, dont un sur un temps record, à la fin des années 1980. Il est surnommé « le roi fainéant » par Homéric. La jument Gélinotte est lauréate de deux Prix d’Amérique et de deux Elitloppet dans les années 1950. Une autre jument, Une de Mai, est détentrice de 74 victoires dans les années 1970 mais ne parvient jamais à remporter le Prix d'Amérique, épreuve reine du trot attelé. Idéal du Gazeau remporte deux Prix d’Amérique, deux Elitloppet, et trois International Trot au début des années 1980. Bellino II est le seul cheval à figurer trois fois au palmarès combiné des Prix d’Amérique et de Cornulier, en trot monté. Jag de Bellouet a remporté trois Prix de Cornulier et le Prix d’Amérique en 2005. Le début des années 2010 est marqué par le règne Ready Cash, double vainqueur du Prix d'Amérique et dont la progéniture s'annonce exceptionnelle à l'image des phénomènes Bold Eagle et Face Time Bourbon. D'autres chevaux ont marqué l'histoire du trot, tels Fandango, champion du trot monté, devenu un chef de race moderne, Jamin, réputé pour sa vitesse, le polyvalent Tidalium Pelo ou Ténor de Baune, resté invaincu jusqu'au prix d'Amérique.
En 1998, une série de timbres français éditée par la Poste, « Nature de France » a célébré quatre races de chevaux : le Camargue, le Trotteur français, le Pottok et l’Ardennais.

#### Ressources spécialisées
- Marie-Gabrielle Slama, Raconte moi... le Trotteur français, Paris, Nouvelle Arche de Noé Éditions, 2002, 39 p. (ISBN 2-84368-034-4).
- Carlos Henriques Pereira, L'institution des courses de chevaux, Paris/Budapest/Torino, Éditions L'Harmattan, 2003, 93 p. (ISBN 2-7475-5529-1, lire en ligne).
- [Reynaldo 2015] Jean-Pierre Reynaldo, Le trotteur français : Histoire des courses au trot en France des origines à nos jours, Lavauzelle (maison d'édition), décembre 2015, 428 p. (ISBN 2-7025-1638-6).
- Charles Du Hays, Les trotteurs : origines, performances et produits des individualités qui ont le plus marqué dans les courses au trot, Ve Parent & fils, 1863, 220 p. (lire en ligne)
- Annuaire des cinq départements de l'ancienne Normandie, Association normande, 1838, 457 p. (lire en ligne), « Courses de chevaux dans la Normandie par M. Ephrem Houel », p. 362-380
- Louis Cauchois, Stud book trotteur, registre généalogique des trotteurs et des chevaux de race trotteuse nés et élevés en France : étalons, poulinières, produits. Tome premier, 1836-1906, 1907, 760 p. (lire en ligne)

#### Thèses
- Marcel Capron, La vitesse du trotteur français, Arras, Imp. Centrale de l'Artois, 1948, 61 p.
- Simon Laugier, Le harnachement du trotteur français, Toulouse, Thèse de l'École nationale vétérinaire, Université Paul Sabatier, 1980, 151 p. (présentation en ligne)
- Aurélie Jéchoux, Comportement du cheval de courses de trot attelé : établissement de scores de stress et d'anxiété, Thèse d'exercice de l'École Nationale Vétérinaire de Toulouse - ENVT, 2004, 121 p. (lire en ligne).
- Céline Annie Marie Cotrel, Analyse de la typologie musculaire chez le cheval trotteur français, Thèse de doctorat de l'école nationale vétérinaire d'Alfort, 2004, 62 p. (lire en ligne)

#### Livres généralistes
- Elwyn Hartley Edwards, Les chevaux, Éditions de Borée, 2006, 272 p. (ISBN 978-2-84494-449-8, lire en ligne), p. 102-103.
- Lætitia Bataille, Races équines de France, Paris, France Agricole Éditions, 2008, 286 p. (ISBN 978-2-85557-154-6, lire en ligne), p. 123-128.
- [Bataille et Tsaag Valren 2017] Lætitia Bataille et Amélie Tsaag Valren, Races équines de France, Paris, Éditions France Agricole, janvier 2017, 2e éd. (1re éd. 2008), 304 p. (ISBN 2-85557-481-1, OCLC 971243118, BNF 45194192).
- [Bernard et al. 2006] Isabelle Bernard, Myriam Corn, Pierre Miriski et Françoise Racic, Les races de chevaux et de poneys, Paris, Editions Artemis, 2006, 127 p. (ISBN 2-84416-338-6, lire en ligne), p. 68-69.
- Judith Draper (trad. de l'anglais), Le grand guide du cheval : les races, les aptitudes, les soins, Romagnat, Editions de Borée, 2006, 256 p. (ISBN 2-84494-420-5, lire en ligne), p. 46-47.